# Vršec
Vršec je priimek več znanih Slovencev:
- Ernest Vršec (*1926), strojnik
- Milan Vršec (*1942), računalnikar